# Conselho Latino-americano de Ciências Sociais
O Conselho Latino-americano de Ciências Sociais (CLACSO) (em castelhano: Consejo Latinoamericano de Ciencias Sociales) é uma instituição não governamental internacional, criada em 1967 pela Organização das Nações Unidas para a Educação, a Ciência e a Cultura (UNESCO) e cuja sede encontra-se em Buenos Aires, na Argentina. Reúne associados cerca de 680 centros de investigação científica e programas de pós-graduação em diversos campos das ciências sociais e humanas, distribuídos por 51 países de América Latina e Caribe; e, ainda, nos Estados Unidos, África e Europa. A secretária executiva do organismo é Karina Batthyány (período 2019-2021) e assembleias gerais ocorrem. A CLACSO possui uma rede de bibliotecas virtuais que disponibiliza via acesso aberto e gratuito as publicações de seus centros.

## Objetivos
Os objetivos do Conselho são a promoção e o desenvolvimento da pesquisa e ensino das Ciências Sociais; o fortalecimento do intercâmbio e cooperação entre instituições e pesquisadores de dentro e fora da região; e difusão do conhecimento de qualidade produzido pelos cientistas sociais atuantes em movimentos sociais e organizações da sociedade civil. Através destas atividades, a CLACSO propõe, por meio de uma perspectiva crítica e plural, a revisão das problemáticas sociais das sociedades latinoamericanas e caribenhas.

## Acesso aberto ao conhecimento
Com o objeto de dar visibilidade e facilitar o acesso aos resultados das investigações dos Centros Membros de CLACSO, a partir de 1998, desenvolveu-se um repositório institucional que oferece atualmente acesso aberto e gratuito a uma série de bibliotecas virtuais associadas.
Uma das principais modalidades do acesso aberto são os repositórios, bibliotecas digitais e os portais de revistas que difundem sua própria produção, permitindo, assim, a organização de coleções digitais e a possibilidade de busca avançada nos conteúdos, bem como a oportunidade de compartilhamento das coleções com outros repositórios.
A CLACSO, em colaboração com mais de 309 centros membros em 21 países de América Latina e o Caribe, promovem o acesso aberto as publicações de pesquisas científicas financiadas por fundos públicos por meio da Campanha CLACSO de apoio ao acesso aberto ao conhecimento acadêmico e científico.
Em prol da democratização do conhecimento a CLACSO se rege pela Declaração sobre o acceso aberto ao conhecimento gestionado como um bem-comum.